# Lernaeopodina pacifica
Lernaeopodina pacifica is een eenoogkreeftjessoort uit de familie van de Lernaeopodidae. De wetenschappelijke naam van de soort is voor het eerst geldig gepubliceerd in 1966 door Kabata & Gusev.